# Éléonore de Fürstenberg
Éléonore de Fürstenberg (11 octobre 1523 - 23 juin 1544 à Bouxwiller) est une fille du comte Frédéric III de Fürstenberg. Le 22 août 1538, elle épouse à Heiligenberg le comte Philippe IV de Hanau-Lichtenberg. Protestante convaincue, elle prépare la mise en place par son époux du luthéranisme sur ses territoires à partir de 1544, mais sans avoir d'influence déterminante, en raison de sa mort prématurée.
Le couple a les enfants suivants : 
1. Amalie (23 février 1540 à Bouxwiller - 1er mai 1540)
2. Philippe V (21 février 1541, Bouxwiller, - 1599)
3. Anna Sibylle (16 mai 1542 - après 1590), mariée avec Louis de Fleckenstein-Dagstuhl
4. Johanna (23 mai 1543 à Bouxwiller; - 5 décembre 1599 à Babenhausen), mariée à Wolfgang d'Isenbourg-Büdingen-Ronnebourg, divorcée en 1573
5. Eleanor (26 avril 1544 à Bouxwiller; - 6 janvier 1585), mariée avec Albert de Hohenlohe

Elle meurt en couches en 1544, à l'âge de 21 ans seulement  et est inhumée à l'abbaye Saint-Adelphe à Neuwiller-lès-Saverne. 